# 鵜殿氏
鵜殿氏（うどのし）は、日本の氏族のひとつ。嫡流は江戸幕府旗本になっている他、庶流には鳥取藩家老を務めた一族などがある。

## 起源

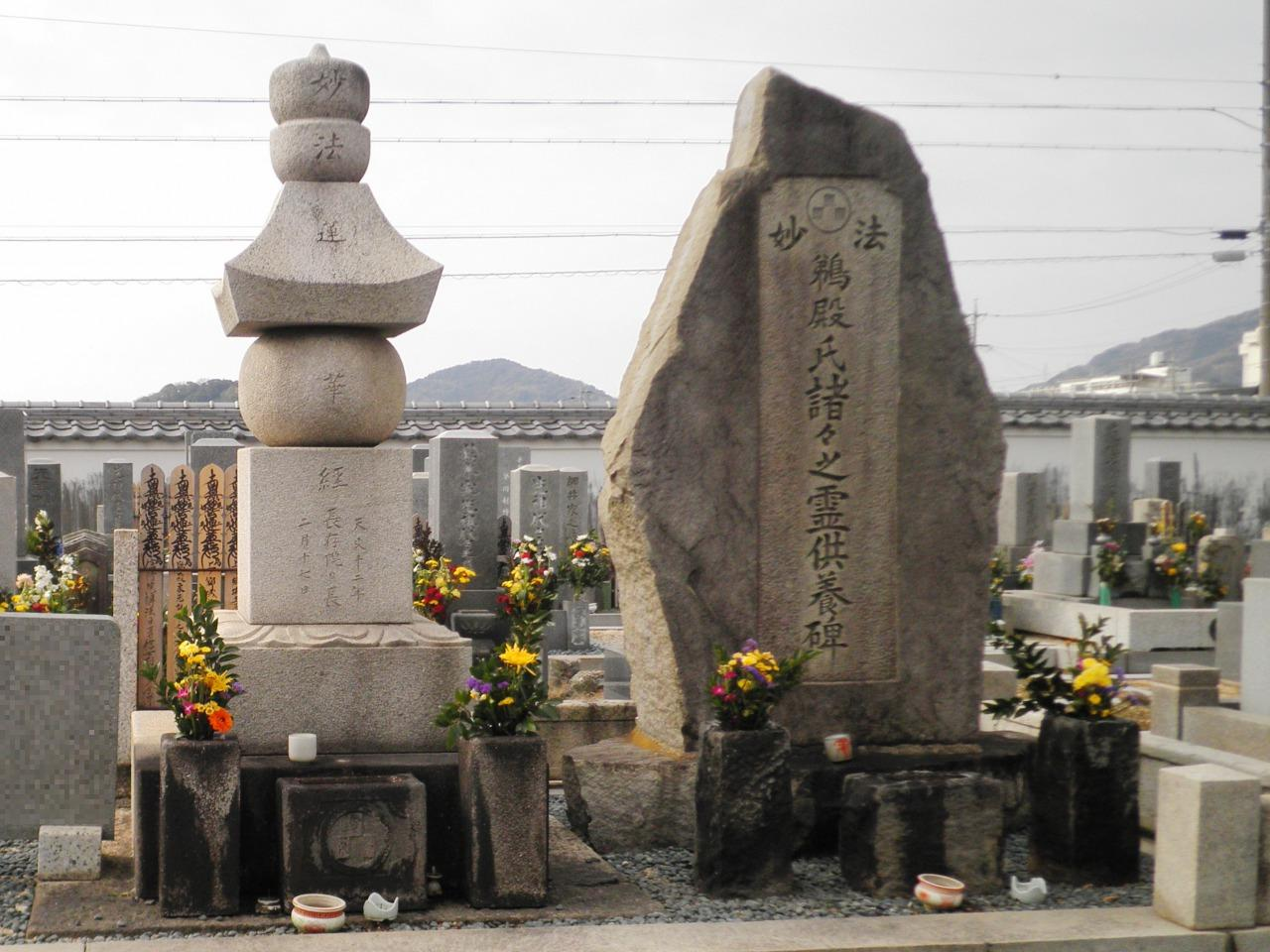
愛知県蒲郡市の長存寺にある下郷鵜殿氏の供養碑（右）と鵜殿長存の墓（左）

本姓は藤原氏（藤原北家）、藤原実方の子孫と称している。諸説あるが、『鳥取藩史』の着座家伝によれば紀伊熊野別当・湛増の子・某が新宮鵜殿村に住したことから、鵜殿姓を名乗ったという。
その後、熊野別当家が代々荘園を有していた三河国宝飯郡蒲郡（西郡）に移ると、鵜殿長善の子・鵜殿長将（上郷家）、鵜殿長存（下郷家）に分立。長将（上郷家）の代には今川氏に仕えた。長将の子・長持が今川義元の妹婿となったことで待遇が向上した。
後に長持が亡くなり、子の長照が継いだ。桶狭間の戦いで義元が討ち死にすると、今川氏への臣従を続けるのは直系の上郷鵜殿家のみとなり、不相家・柏原家の庶家は徳川家康の傘下に入ったため、一族は2派に割れた。
上ノ郷城の戦いで家康に居城・上ノ郷城を攻め落とされた際、長照は討ち取られ、その子・氏長、氏次兄弟は捕縛されると、人質交換によって今川氏への帰参がかなう。その今川氏が没落した後に家康に仕えた。のち氏次は深溝松平家忠に属し、家忠に従って伏見城に戦死した。一方、氏長は1700石余を領して子孫は旗本になったが、4代目の氏基のとき子がなく、弟・源之丞への名跡継承で減封され蔵米300俵となり、さらに源之丞も無嗣断絶となって家は絶えている（「断家譜」）。
一方、下郷家は早期に徳川氏へ帰順した。深溝松平氏、竹谷松平氏等と通婚し、五井松平氏、形原松平氏と合わせて蒲郡周辺でネットワークを形成して、吉田城の酒井忠次旗下に置かれた。下郷家は鵜殿長龍が徳川氏の関東移封に従い、1590年（天正18年）、下総国相馬に移封された。

### 鳥取池田家家老・鵜殿氏
長将（上郷家）の子で長持の弟に当たる長祐（長裕）は徳川氏に転属した庶家の一つ柏原鵜殿家を興した。その長祐の死後、宗家から養子に入った長忠が家督を継ぐ。長忠の子・長次は池田輝政の継室・良正院の叔父に当たり、その縁で慶長18年（1613年）、良正院の招きを受け、5,000石で池田忠継の後見役として迎えられて以降、池田氏に仕えた。なお長次の跡を継いで池田家に仕えたのは四子の大隅守長定、別家として池田家臣となったのが五子・藤右衛門長義であり、長定の兄三人（長堯・長直・長正）は父とは別に旗本として取り立てられている。
寛永9年（1632年）の鳥取転封後、着座家に列した池田家臣の鵜殿氏は因幡国岩井郡を始めとする地域に所領を与えられ、浦富の町政が委任された。鳥取藩に仕えた鵜殿氏の中でも4代・長春、11代・長発は学問に秀でており、共に財政分野の知識に明るく重用されたことで知られている。天保13年（1842年）には浦富の自分手政治が正式に認められ、弘化3年（1846年）には家禄が6000石に加増された。明治2年（1869年）の版籍奉還で浦富などの所領を返還、12代・長道はその後も鳥取藩大参事などの職を歴任し、廃藩置県後もしばらくの間、残務処理や引継ぎの事務作業を行うなどした。
長発の子の一人は鳥取藩家老の清和源氏満政流と称した和田氏に養子に入り、和田信旦と名乗った。その娘の碧川かたは婦人運動家として活動し、龍野藩家臣の家系の三木節次郎と結婚して三木露風らを産んだ。後に節次郎とは離婚し、ジャーナリストの碧川企救男と再婚。その間に日本の映画色彩技術の草分け的存在である映画カメラマン碧川道夫が生まれている。

### 旗本・鵜殿氏
『寛政譜』には、柏原家の長定から始まる7家および上郷家の1家（氏長系、1700石余、当時既に絶家）が収録される。ただし両系統は「寛永系図」のときに長将・長祐が兄弟関係にあったことを述べておらず、長祐系が熊野別当・湛増の後胤（藤原姓）、長将系（氏長系）が熊野住人・常香の孫（秦忌寸末裔）と称していた。鳥取池田家家老の鵜殿氏の家伝にのみ長将・長祐の兄弟関係が記載されてはいたが、寛政譜は兄弟説を採らず、寛永系図に祖先を従い、両系統は別系として収録されている。
柏原家7家は、長次の三子（長堯・長直・長正）の系統。藤助長堯の家系700石、新三郎長直の家1000石、長直次男・十郎左衛門長興の家1300石、長直三男・甚左衛門長時の家300俵、はじめ200俵のち加増で650石となった長正の家系、長正系の150俵・200俵の分家2家である。650石の長正系からは儒学者の鵜殿長一（鵜殿士寧）が出た。
『国字分名集』には2家収録される。
「鵜殿十郎左衛門
藤原氏　本国三河
下総・上野・武蔵内1,300石
家紋　丸に三石畳　獅子に牡丹
屋敷　小川町雉子橋通」
「鵜殿主計
藤原氏　本国三河
下総・相模内1,000石
家紋　丸に三石畳　獅子に牡丹
屋敷　牛込軽子坂上」

### 越後長岡藩士・鵜殿氏
越後長岡藩士に代々150石の鵜殿氏がいた。『新潟市史・資料編』の「天保十亥年正月　貞享元子年より諸役人留」に正徳2年（1712年）から享保4年1月（1719年）まで越後長岡藩の新潟町奉行を務めた「鵜殿団次郎」が見えるほか、洋学者で幕臣となり蕃書調書教授や目付となった鵜殿団次郎と弟で海援隊所属の白峰駿馬を輩出している。

### 城館
西郡城
下鵜殿氏居城。蒲形城・下之郷城ともいう。近世に深溝松平氏を経て交代寄合竹谷松平氏の陣屋となった。